# Diamentowa kolekcja disco polo-Boys
Diamentowa kolekcja disco polo-Boys – trzydziesty trzeci album zespołu Boys wydany 9 grudnia 2014 roku w firmie fonograficznej Universal Music Polska. Płyta zawiera 18 największych kompozycji zespołu, w tym jeden premierowy.

## Lista utworów
1. "Wolność"
2. "Figo-Fago"
3. "Lody"
4. "Biba"
5. "Usłysz wołanie"
6. "Przemyśl swój wybór malutka"
7. "Jagódka"
8. Bawmy się"
9. "Łobuz"
10. "Za Twe oczy zielone"
11. "Tu jest"
12. "Kochana uwierz Mi"
13. "Jump"
14. "Chłop z Mazur"
15. "Jesteś szalona"
16. "Dlaczego"
17. "Czy nie"
18. "Ostatni dzień, ostatnia noc"